# Les Plus Beaux Villages de France
 (juillet 2025).
Les Plus Beaux Villages de France est une association française et une marque de certification.
Créée en 1982, elle constitue, en juillet 2025, un réseau de 182 adhérents : villages, communes, anciennes communes, répartis dans 72 départements et 14 régions.
Son action vise à favoriser la qualité, la notoriété et le développement des villages.
La marque est privée et mise à la disposition des communes adhérentes. La marque et le logo sont déposés à l'Institut national de la propriété industrielle (INPI). L'attribution de la marque résulte d'une procédure d'admission prenant en compte un certain nombre de critères définis dans les statuts et la charte du label.

## Présentation

### Historique

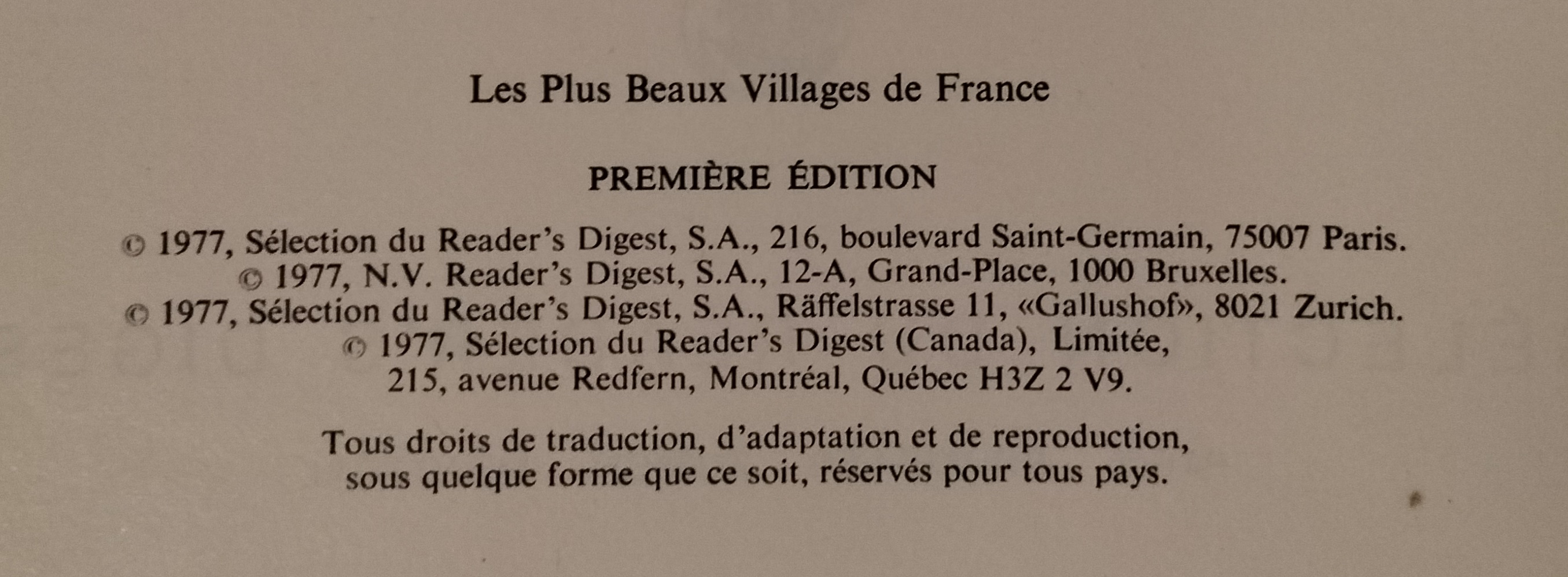
Informations au dos de la première page permettant de référencer la date de 1977.

L'idée de créer ce réseau est née à Collonges-la-Rouge (Corrèze), à l'initiative de l'ancien maire Charles Ceyrac, alors maire de la commune et député. Découvrant l'ouvrage intitulé Les Plus Beaux Villages de France, publié en 1977, en devanture de la librairie de Sélection du Reader's Digest, boulevard Saint-Germain à Paris qui montre son village en couverture, il décide de lancer une association regroupant des villages pour les sortir de l'anonymat et relancer leur économie[source insuffisante].
II prend l'initiative d'écrire alors aux maires des villages présentés dans cet album afin de leur soumettre son projet. Soixante-six maires répondent à son appel et créent l’association le 6 mars 1982 à Salers, dans le Cantal[source insuffisante].
Présidée de 1996 à 2020 par Maurice Chabert, maire de Gordes (Vaucluse) et président du conseil départemental de Vaucluse, elle est présidée par Alain Di Stefano, maire délégué de Yèvre-le-Châtel (Loiret), depuis le 3 octobre 2020. Elle emploie quatre salariés et a un budget de l'ordre de 500 000 €. Son siège est situé à Collonges-la-Rouge et les bureaux de la délégation générale sont localisés à Chamalières[source insuffisante].
Au 1er juillet 2025, le site de l'association indique une liste de 182 localités labellisées,. Elles sont réparties dans 72 départements et 14 régions.

### Procédure de labellisation
Seuls peuvent être candidats, les villages comptant moins de 2 000 habitants et possédant, sur leur territoire, au minimum deux sites ou éléments bâtis faisant l’objet de protections officielles (classement au titre des monuments historiques par exemple). Ils doivent également témoigner d’une motivation collective d'adhésion à la charte qualité du label par la production d’une délibération de leur conseil municipal.
À l'issue d'une visite-expertise, in situ, le classement des villages est du ressort de la commission qualité et labellisation, composée d'élus et de membres experts. Réunie deux fois par an, elle se prononce souverainement à la majorité des 2/3 de ses membres. Moins de 20 % des candidatures sont acceptées pour maintenir la crédibilité de la marque, de plus les villages classés sont systématiquement ré-expertisés tous les six à neuf ans, ce qui a conduit plusieurs d'entre eux à être déclassés ou à renoncer d'eux-mêmes au label. Les décisions de classement se fondent sur une charte adoptée en 1991 afin d'objectiver les décisions de labellisation.
Cette charte qualité, patrimoniale et environnementale a été complétée en 2023 pour y intégrer davantage d'éléments environnementaux. Elle compte aujourd'hui 32 critères, qui servent de base à l'expertise puis aux délibérations et au vote de la commission.
Selon une enquête Ipsos de 2022, c’est le label le plus connu par les Français, qui sont 92 % à déclarer le connaître.

### Conséquences pour les villages labellisés
Deux commissions du réseau des Plus Beaux Villages de France (Notoriété & communication et Développement & partenariats) contribuent à des événements valorisant les produits et savoir-faire locaux comme les Journées Européennes des Métiers d’Art.
Si les villages inscrits parmi les Plus Beaux Villages de France peuvent percevoir leur classement comme un « levier puissant dans leur développement économique », les déclassements, nécessaires à la cohérence du réseau et à la crédibilité de la marque, sont souvent vécus comme une perte d’attractivité.
La Gazette des communes pointe également le fait que « les labels pèsent aussi lourdement sur les budgets communaux ».

### L'exportation du concept
Des associations similaires se sont créées dans d'autres pays :
- Les Plus Beaux Villages de Wallonie en Belgique, créée en 1994 ;
- Les plus beaux villages du Québec au Canada, créée en 1998 ;
- Les Plus Beaux Bourgs d'Italie I Borghi più belli d'Italia, créée en 2001 ;
- Les Plus Beaux Villages du Japon (The Most Beautiful Villages in Japan), créée en 2005 ;
- Les Plus Beaux Villages d'Espagne (Los Pueblos más Bonitos de España), créée en 2011 ;
- Les Plus Beaux Villages de Russie, créée en août 2014 ;
- Les Plus Beaux Villages de Suisse, créée en 2015.

Une Fédération des plus beaux village de la Terre a ainsi vu le jour en 2003 afin de constituer un réseau international.

## La marque et son logotype

Évolution du logo
Ancien logo (avant 2012).
Logo actuel (depuis 2012).

La marque et son logotype ont été déposés à l'Institut national de la propriété industrielle le 3 avril 2012.